# Pauline de Bassano
Pauline de Bassano (nascida Pauline Marie Ghislaine de Bassano van der Linden d'Hooghvorst, 23 de setembro de 1814 em Meise - 9 de dezembro de 1867), foi uma cortesã francesa. Ela serviu como Dama de companhia da Imperatriz Eugénie de Montijo em 1853-1867.

## Vida
Ela nasceu para o político belga Emmanuel van der Linden d'Hoogvorst. Em 1843, casou-se com o diplomata francês Napoleão Hugues Charles Marie Ghislain Maret de Bassano, 3º Duque de Bassano. Sua sogra, Marie Madeleine Lejéas-Carpentier, foi dame du palais das imperatrizes Josephine e Marie-Louise.

## Carreira na Corte

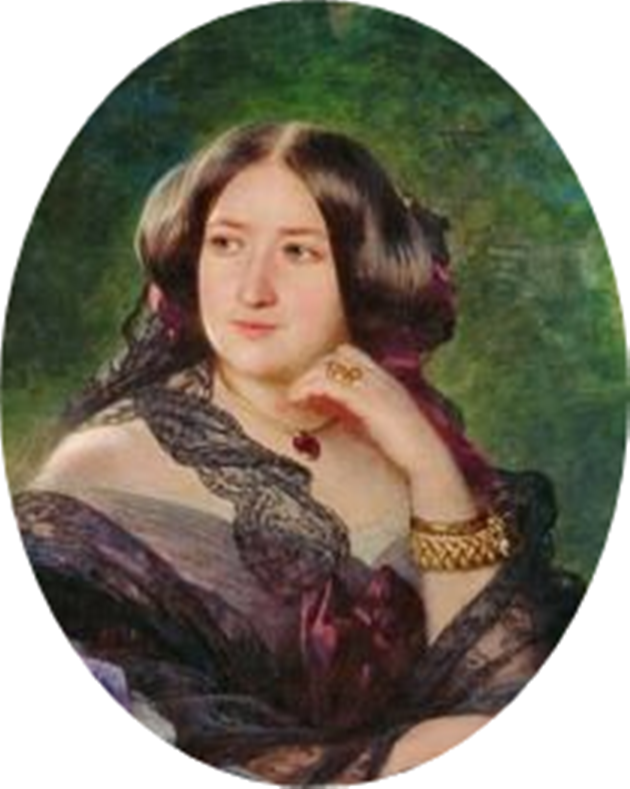
Pauline de Bassano.

Em 1853, foi nomeada camareira do imperador Napoleão III da França, posteriormente nomeada Dame d'honneur para a imperatriz. As damas de companhia da nova imperatriz consistiam em uma grão-maitresse ou dama de companhia sênior, a princesa d'Essling; uma dama de honra ou deputada, a duquesa de Bassano, que compareceu à corte em grandes funções; e seis (mais tarde doze) Dame du Palais, que foram selecionadas entre os conhecidos da Imperatriz antes de seu casamento, e que se revezavam em pares cumprindo os deveres diários.
Cabia a ela receber os pedidos das mulheres que desejavam se apresentar na corte, instruí-los em etiqueta, aprová-los e finalmente apresentá-los, o que era uma parte importante do protocolo imperial de representação. Ela também supervisionava as outras cortesãs. Ao lado da princesa d'Essling, de Bassano tinha uma posição pública muito visível, pois era seu dever acompanhar a imperatriz em todos os eventos públicos representativos maiores. Sendo uma figura pública que lidava com aqueles que desejavam ser admitidos na corte, ela também é frequentemente retratada nas memórias contemporâneas.
Pauline de Bassano foi descrita como atraente, estável, imponente e um tanto arrogante. Um contemporâneo a descreveu como "uma mulher de aparência muito distinta, tinha uma maneira muito charmosa e desempenhava seus deveres com muita discrição".
Ela tinha um apartamento nas Tulherias e hospedava eventos privados com a presença da elite parisiense, às quais a imperatriz às vezes participava, e que desempenhou um papel valioso no recrutamento de conexões e apoiadores de valor para o regime do Terceiro Império.
Ela serviu até sua morte em 1867, e foi substituída por Marie-Anne Walewska.

## Legado

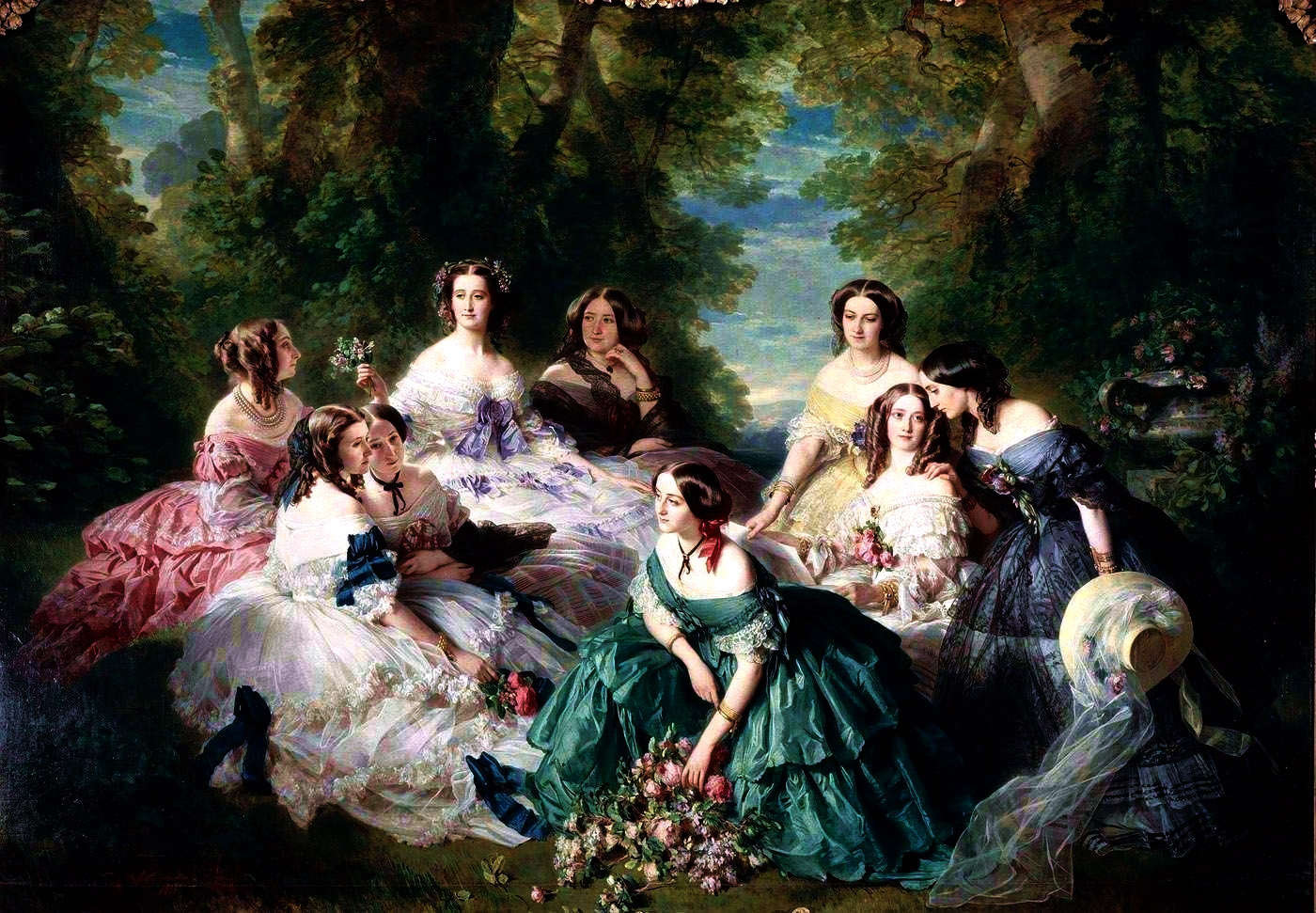
A Imperatriz Eugenie (canto superior esquerdo, com o laço roxo) em 1855, cercada por suas damas de companhia, pintada por seu artista favorito, Franz Xaver Winterhalter. Pauline de Bassano é a que está sentada ao lado da imperatriz à sua direita.

Ela pertencia às damas de companhia retratadas com Eugenie na famosa pintura Imperatriz Eugénie cercada por suas damas de companhia por Franz Xaver Winterhalter de 1855.